# Комитет государственной безопасности (Болгария)
Комитет государственной безопасности (болг. Комитет за държавна сигурност), известный в самой Болгарии как ДС (сокращение от болг. Държавна сигурност — «Государственная безопасность») — орган исполнительной власти в Народной Республике Болгарии, сочетавший функции спецслужбы и политической полиции.

## Структура
- Первое главное управление[болг.] — внешняя разведка. Преемник с 1990 г. — Национальная служба разведки
- Второе главное управление[болг.] — контрразведка. Сегодня — Национальная служба безопасности
- Третье управление[болг.] — военная контрразведка
- Четвёртое управление[болг.]
  - Оперативно-техническое (до 1986)
  - Экономическое (с 1986)
- Пятое управление[болг.] — безопасность и охрана (Управление безопасности и охраны — УБО), обеспечивало безопасность высших чиновников и руководителей БКП. Сегодня — Национальная служба охраны[болг.].
- Шестое управление[болг.] — внутренняя безопасность и политический сыск. В наши дни — Главная дирекция по борьбе с организованной преступностью[болг.]. Включало следующие отделы:
  - Первый отдел — работа с интеллигенцией. Под его контролем находились творческие союзы писателей, художников, журналистов, музыкантов, переводчиков, кинематографистов.
  - Второй отдел — работа со студентами.
  - Третий отдел отвечал за духовенство, евреев, армян, белоэмигрантов.
  - Четвёртый отдел специализировался на организациях турецких и македонских националистов.(но четвертый отдел преследовал и болгарских националистов, которые хотели, чтобы Народная Республика Болгария вела более активную политику по македонскому вопросу, противодействуя советскому давлению в пользу Югославии, и до частичной реабилитации болгарского национализма по македонскому вопросу в 1963 г. - и тех, кто отстаивал мнение, что местное славянское население Македонии имеет болгарское происхождение)[1]
  - Пятый отдел внедрял агентуру в нелегальные политические партии.
  - Шестой отдел следил за коммунистами, выявляя маоизм и антипартийную деятельность.
  - Седьмой отдел отвечал за информационный анализ.
- Центральная информационно-аналитическая служба (в 1980-х годах — 7-е управление)

## Сотрудники
Комиссия по рассекречиванию архивов, работавшая после падения режима Тодора Живкова, показала, что до 10 % чиновников и предпринимателей современной Болгарии входили в число сотрудников и осведомителей ДС. Наиболее известным раскрытым случаем было досье президента Болгарии Георгия Пырванова, работавшего под псевдонимом Гоце.
Известны многие генералы ДС: Бриго Аспарухов, Георгий Ламбов, Кирчо Киров, Любен Гоцев, Тодор Бояджиев.

## Деятельность
ДС была мощной силовой структурой на службе БКП, осуществлявшей политические репрессии в ходе борьбы с «империалистическими шпионами», «врагами народа» и «врагами партии». ДС известна тесными связями с советским КГБ.
Одна из самых важных задач болгарского КГБ в первые годы становления коммунистической власти в стране была борьба с горянами.
К числу событий, инициированных и осуществлявшихся ДС, относятся:
- Болгаризация помаков и турок;
- Убийство писателя-перебежчика Георгия Маркова;
- Попытка убийства журналиста Владимира Костова.

Вызывает споры участие болгарских спецслужб в покушении на римского папу Иоанна Павла II в 1981 году.
Многократно выдвигались международные обвинения ДС в активном участии в контрабандной торговле оружием, наркотиками, алкоголем, антиквариатом.
В 1965 году ДС пресёк попытку государственного переворота и отстранения от власти Тодора Живкова.

## Председатели
| # | ФИО               | период    |
| - | ----------------- | --------- |
| 1 | Димо Дичев        | 1944—1949 |
| 2 | Иван Райков       | 1949—1951 |
| 3 | Георгий Кумбалиев | 1952—1960 |
| 4 | Ангел Солаков     | 1960—1969 |
| 5 | Мирчо Спасов      | 1969—1973 |
| 6 | Григор Шопов      | 1973—1990 |

## Знаки различия

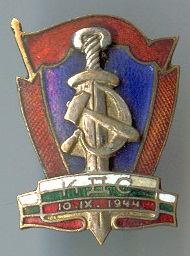
Почётный знак КГБ Болгарии
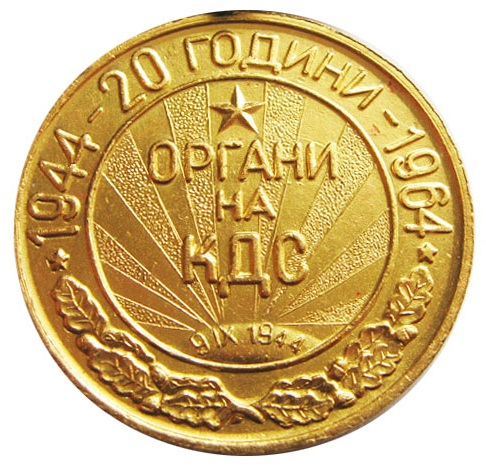
Медаль «20 лет КГБ Болгарии», реверс
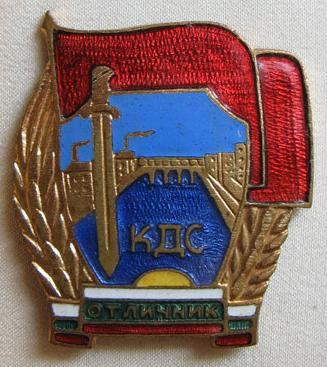
Знак «Отличник КГБ» (Болгария)
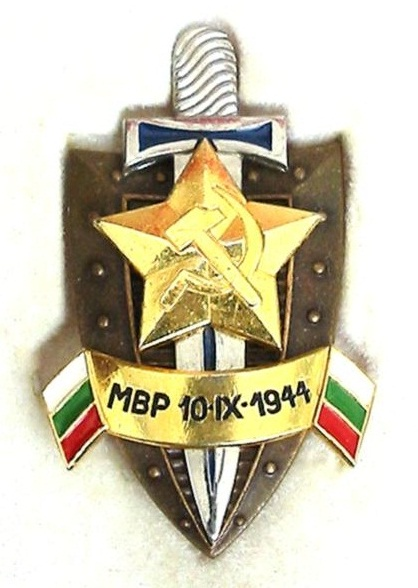
Почётный знак органов внутренних дел и госбезопасности

## Рассекречивание документов
Первая попытка рассекретить архивы КГБ Болгарии была принята в 1997 году, однако тогда правительство ограничилось публикацией списка из 23 имён бывших сотрудников спецслужб, входивших в правящую элиту страны. Список представил глава МВД Богомил Бонев: среди 23 человек упоминались 14 депутатов Народного собрания, 4 члена Высшего судебного совета, два сотрудника СЧётной палаты, председатель Комитета почты и сообщений, председатель Почтового банка и председатель Национального статистического института. Будущий президент Болгарии и тогдашний лидер Социалистической партии Георгий Пырванов заявил, что власть «слишком выборочно поработала с секретными досье и не сказала народу полной правды о нынешней политической элите».
6 декабря 2006 года, менее чем за месяц до вступления Болгарии в ЕС, Народное собрание Болгарии приняло закон о рассекречивании досье, составленных КГБ Болгарии на отдельных граждан. В соответствии с законом в Интернете планировалось опубликовать имена всех лиц, сотрудничавших с болгарскими спецслужбами; созданная парламентом комиссия из 9 человек должна была проанализировать биографии высокопоставленных политиков и чиновников страны (в том числе дипломатов, судей, руководителей полиции и СМИ). В то же время гриф секретности не снимался с досье на действующих сотрудников болгарских спецслужб: эту поправку в закон внесли последний момент, о чём сообщил депутат Николай Свинаров.

## Отражение в культуре и искусстве
- Павел Матев «Песен за мълчаливия подвиг» (стихотворение 1982 года, весной 2011 в исполнении  Е. Душанова ставшее хитом в Болгарии[6])